# Piana di Ozieri, Mores, Ardara, Tula e Oschiri
Piana di Ozieri, Mores, Ardara, Tula e Oschiri este o arie protejată (arie de protecție specială avifaunistică — SPA) din Italia întinsă pe o suprafață de 21.069 ha, integral pe uscat.

## Localizare
Centrul sitului Piana di Ozieri, Mores, Ardara, Tula e Oschiri este situat la coordonatele 40°40′01″N 8°56′35″E / 40.667004°N 8.943061°E.

## Înființare
Situl Piana di Ozieri, Mores, Ardara, Tula e Oschiri a fost declarat arie de protecție specială avifaunistică în iulie 2009 pentru a proteja 46 de specii de animale.

## Biodiversitate
Situată în ecoregiunea mediteraneană, aria protejată conține 12 habitate naturale: Păduri de Quercus ilex și Quercus rotundifolia, Pajiști umede mediteraneene cu ierburi înalte de Molinio-Holoschoenion, Râuri mediteraneene cu debit permanent cu specii de Paspalo-Agrostidion și galerii riverane de Salix și de Populus alba, Dehesas cu Quercus spp. perene, Iazuri temporare mediteraneene, Păduri de Olea și Ceratonia, Ape stătătoare oligotrofe până la mezotrofe, cu vegetație de Littorelletea uniflorae și/sau de Isoëto-Nanojuncetea, Galerii de Salix alba și de Populus alba, Pseudostepă cu ierburi și specii anuale de Thero-Brachypodietea, Phrygana endemică cu Euphorbio-Verbascion, Păduri de Quercus suber, Galerii și tufărișuri riverane sudice (Nerio-Tamaricetea și Securinegion tinctoriae).
La baza desemnării sitului se află mai multe specii protejate:
- păsări (39): pescăruș albastru (Alcedo atthis), Alectoris barbara, fâsă-de-câmp (Anthus campestris), acvilă de munte (Aquila chrysaetos), egretă mare (Ardea alba), stârc roșu (Ardea purpurea), stârc galben (Ardeola ralloides), pasărea ogorului (Burhinus oedicnemus), ciocârlie-cu-degete-scurte (Calandrella brachydactyla), caprimulg (Caprimulgus europaeus), prundăraș de sărătură (Charadrius alexandrinus), chirichița cu obraz alb (Chlidonias hybrida), barză albă (Ciconia ciconia), barză neagră (Ciconia nigra), erete de stuf (Circus aeruginosus), erete vânăt (Circus cyaneus), erete cenușiu (Circus pygargus), dumbrăveancă (Coracias garrulus), egretă mică (Egretta garzetta), Falco eleonorae, șoim călător (Falco peregrinus), vânturel de seară (Falco vespertinus), cocor (Grus grus), piciorong (Himantopus himantopus), stârc pitic (Ixobrychus minutus), sfrâncioc roșiatic (Lanius collurio), ciocârlie de pădure (Lullula arborea), ciocârlie de bărăgan (Melanocorypha calandra), gaia neagră (Milvus migrans), gaia roșie (Milvus milvus), stârc de noapte (Nycticorax nycticorax), vultur pescar (Pandion haliaetus), viespar (Pernis apivorus), Phoenicopterus ruber, ploier auriu (Pluvialis apricaria), Sylvia sarda, silvie de tufiș (Sylvia undata), spârcaci (Tetrax tetrax), fluierar de mlaștină (Tringa glareola)
- amfibieni (1): Discoglossus sardus
- nevertebrate (3): croitorul mare al stejarului (Cerambyx cerdo), Lindenia tetraphylla, Papilio hospiton
- reptile (3): țestoasa de baltă (Emys orbicularis), Euleptes europaea, țestoasă bănățeană (Testudo hermanni)

Pe lângă speciile protejate, pe teritoriul sitului au mai fost identificate 10 specii de plante, 62 de specii de păsări, 2 specii de amfibieni, 3 specii de nevertebrate, 3 specii de reptile.